# Eddie (Iron Maiden)
Eddie, nebo také Eddie the Head, Eddie the 'ead, Edward the Head, Edward the Great a Evil Eddie je maskot britské metalové skupiny Iron Maiden. Objevuje se na všech obalech alb této skupiny. Jeho podobu velkého a hubeného zombie vytvořil Derek Riggs v kresbě k singlu "Running Free". Brankář Roman Turek používal tento motiv na své helmě.
Tento maskot vznikl z vtipu, který byl v Anglii známý.
Eddie se narodil jako hlava bez těla, bez rukou a bez nohou. Všechno, co měl, byla jen hlava. Ale i přes tuto významnou vrozenou vadu ho rodiče milovali mnohem víc. Takže na jeho šestnácté narozeniny rodiče našli lékaře, který by mohl chirurgicky dát Eddiemu tělo. Když se rodiče vrátili domů, nemohli se dočkat, až mu řeknou, že by mohl konečně mít tělo a být jako ostatní lidé. Když Eddie začal s oslavou šestnáctých narozenin, rodiče byli opravdu nadšeni a řekli: „Máme pro tebe překvapení. Je to ten nejlepší dárek všech dob!“ A Eddie jenom řekl: „Ale ne, zas další klobouk kurva!“
„Kdosi v Anglii vyřezal ze dřeva obrovského Eddieho,“ říká tvůrce Derek. „A vztyčil ho nad svým domem, aby tam čněl nad střechou s nataženou rukou. Byl to Eddie z alba Number of the Beast a byl aspoň 50 stop vysoký. Už jsem ho taky viděl na kapotách aut, vytetovaného na rukou, při jízdě ve strašidelném domě na pouti a nějaká španělská rocková kapela dokonce prostě okopírovala obal z Number of the Beast a použila ho na svém albu. Však jim taky Maiden pěkně zatopili.“
Studiová alba na kterých se vyskytuje:
- Iron Maiden - 1980
- Killers - 1981
- Number of the beast - 1982
- Piece of mind - 1983
- Powerslave - 1984
- Somewhere in Time - 1986
- Seventh son of the Seventh son - 1988
- No Prayer for Dying - 1990
- Fear of the Dark - 1992
- X Factor -1996
- Virtual XI - 1998
- Brave new World - 2000
- Dance of Death - 2003
- A Matter of Life and Death - 2006
- Final Frontier - 2010
- Book of Souls - 2015
- Senjutsu - 2021